# HD56022
HD56022 — хімічно пекулярна зоря спектрального класу A0, що має видиму зоряну величину в смузі V приблизно  4,9.
Вона  розташована на відстані близько 181,5 світлових років від Сонця.

## Фізичні характеристики
Телескоп Гіппаркос зареєстрував фотометричну змінність  даної зорі з періодом    0,92 доби в межах від  Hmin= 4,89 до  Hmax= 4,87.

## Пекулярний хімічний склад
Зоряна атмосфера HD56022 має підвищений вміст 
Si
.

## Магнітне поле
Спектр даної зорі вказує на наявність магнітного поля у її зоряній атмосфері.
Напруженість повздовжної компоненти поля оціненої з аналізу
наявних ліній металів
становить  201,7± 116,7 Гаус.